# Thomas West, 2. Baron De La Warr
Thomas West, 2. Baron De La Warr (* um 1556; † 24. März 1602) war ein englischer Adliger und Politiker.

## Leben
Er war der Sohn des William West, 1. Baron De La Warr (vor 1520–1595) und dessen erster Gattin Elizabeth Strange.
1571 wurde er als Abgeordneter für das Borough Chichester in Sussex erstmals ins englische House of Commons gewählt. Von 1572 bis 1583 war er Abgeordneter für das Borough East Looe in Cornwall und 1586 bis 1587 für das Borough Yarmouth auf der Isle of Wight, von 1588 bis 1589 für das County Hampshire, von 1592 bis 1593 für das Borough Aylesbury in Buckinghamshire. Von 1585 bis 1586 hatte er das Amt des Sheriff von Hampshire inne und am 7. Dezember 1587 wurde er zum Knight Bachelor geschlagen.
Beim Tod seines Vaters am 30. Dezember 1595 erbte er dessen Adelstitel als 2. Baron De La Warr (zweiter Verleihung, geschaffen 1572) und wurde dadurch Mitglied des House of Lords. Er erwirkte, dass ihm vom House of Lords am 14. November 1597 der protokollarische Rang eines Baron De La Warr (erster Verleihung, geschaffen 1299) bestätigt wurde – er kann insofern als 11. Baron gezählt werden.
Am 19. November 1571 heiratete er Anne Knollys (1553–1608), Tochter des Sir Francis Knollys und der Catherine Carey. Mit ihr hatte er mehrere Kinder. Als er 1602 starb, erbte sein zweitgeborener, aber ältester überlebender Sohn Thomas West (1577–1618) seinen Adelstitel.